# Landschaftsschutzgebiet Leisse mit Seitentälchen westlich Bad Fredeburg

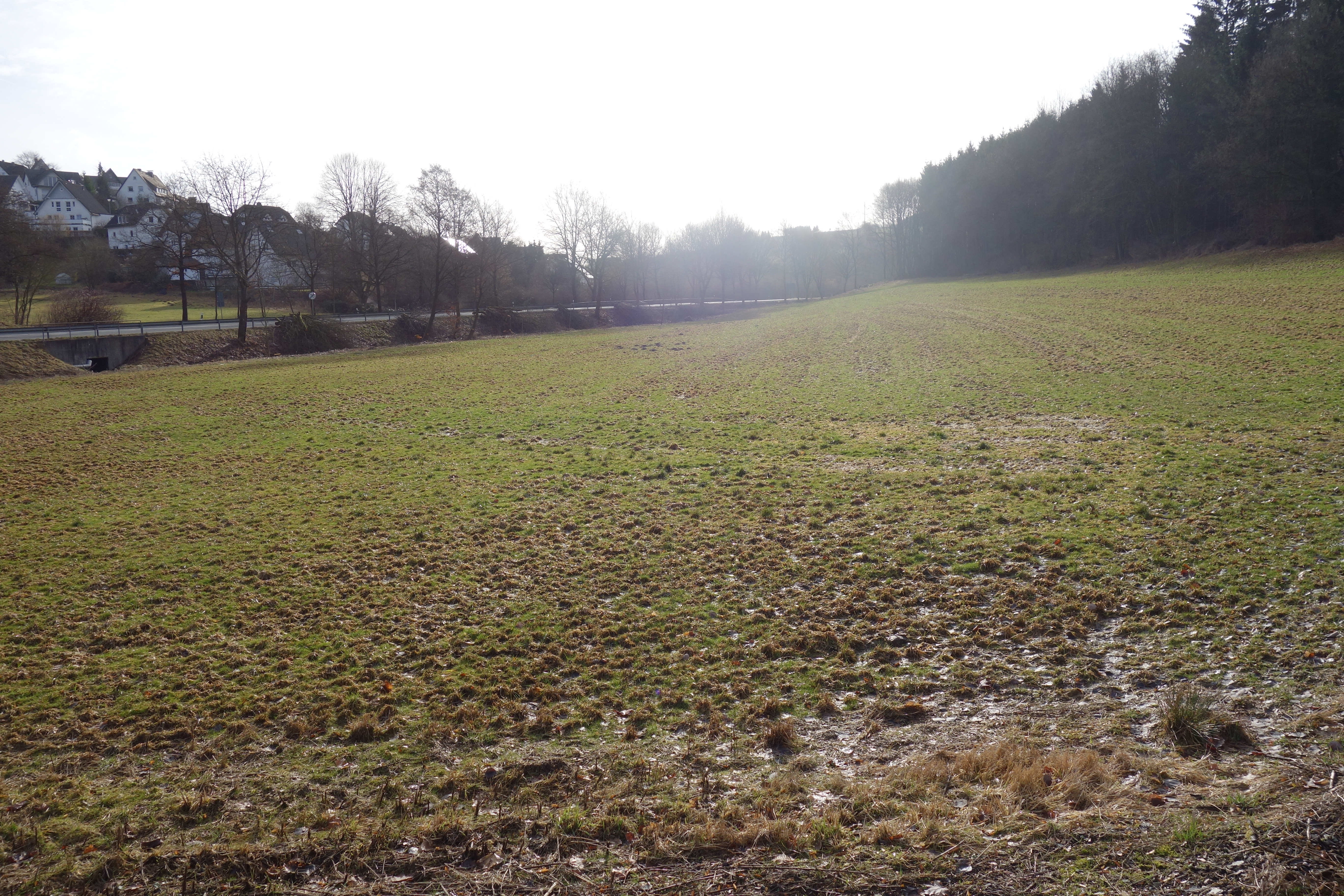
Landschaftsschutzgebiet westlich Bad Fredeburg

Das Landschaftsschutzgebiet Leisse mit Seitentälchen westlich Bad Fredeburg mit 22,9 ha Größe liegt westlich von Bad Fredeburg im Stadtgebiet von Schmallenberg. Das Gebiet wurde 2008 vom Kreistag des Hochsauerlandkreises mit dem Landschaftsplan Schmallenberg Südost als Landschaftsschutzgebiet (LSG) ausgewiesen. 

## Beschreibung
Das LSG besteht aus fünf Teilflächen. Es handelt sich um Talbereiche der dortigen Leiße mit namenlosen Bäche mit Grünland-Aue. Das LSG reicht teilweise bis an Bad Fredeburg. Westlich schließt direkt das Landschaftsschutzgebiet Leiße mit namenlosen Zuflüssen und Landenbecker Siepen an.
Das Landschaftsschutzgebiet Leisse mit Seitentälchen westlich Bad Fredeburg wurde als eines von 58 Landschaftsschutzgebieten vom Typ C, Wiesentäler und bedeutsames Extensivgrünland im Stadtgebiet von Schmallenberg, ausgewiesen. Wie in den anderen Landschaftsschutzgebieten vom Typ C in Schmallenberg besteht im LSG ein Umwandlungsverbot von Grünland und Grünlandbrachen in Acker oder andere Nutzungsformen. Eine Erstaufforstung und eine Anlage von Weihnachtsbaumkulturen ist verboten. Eine maximal zweijährige Ackernutzung innerhalb von zwölf Jahren ist erlaubt, falls damit die Erneuerung der Grasnarbe vorbereitet wird. Dies gilt als erweiterter Pflegeumbruch. Beim erweiterten Pflegeumbruch muss ein Mindestabstand von fünf Metern vom Mittelwasserbett eingehalten werden.

## Schutzzweck
Die Ausweisung erfolgte zur Ergänzung der Naturschutzgebiets-Ausweisung in den Talauen von Schmallenberg um ein Offenlandbiotop-Verbundsystem zu schaffen, damit Tiere und Pflanzen Wanderungs- und Ausbreitungsmöglichkeiten behalten, und dem Erhalt der Vorkommen geschützter Vogelarten sowie dem Schutz artenreicher Pflanzengesellschaften.